# Mina per Wind
Mina per Wind, pubblicato nel 2000, è un EP promozionale della cantante italiana Mina.

## Descrizione
Il disco, che contiene quattro brani, tutti con la parola "wind" nel titolo, non fa parte della discografia ufficiale di Mina e non è mai stato messo in commercio. È un CD speciale, creato nel 2000 per un'offerta Wind che consisteva in un pacchetto comprendente una scheda telefonica ed un CD in esclusiva. Un secondo cd Mina per Wind 2º volume è stato pubblicato nel 2002, ma non è mai stato inserito nella discografia ufficiale di Mina.
The Wind Cries Mary, Blowin' in the Wind e Ride Like the Wind sono state eseguite all'origine dai loro rispettivi autori, mentre Gone with the Wind è una cover di Horace Heidt.
L'unico brano ad entrare a far parte della discografia "acquistabile" di Mina è Blowin' in the Wind inserito nella raccolta Riassunti d'amore - Mina Cover del 2009.

## Tracce
1. The Wind Cries Mary – 3:55 (Jimi Hendrix)
2. Gone with the Wind – 4:48 (testo: Herbert Magidson – musica: Allie Wrubel)
3. Blowin' in the Wind – 4:31 (Bob Dylan)
4. Ride Like the Wind – 4:48 (Christopher Cross)

## Formazione
- Mina – voce, cori
- Giorgio Cocilovo – chitarra acustica, chitarra elettrica
- Nicolò Fragile – tastiera, pianoforte, Fender Rhodes
- Massimo Moriconi – basso, contrabbasso
- Alfredo Golino – batteria
- Andrea Braido – chitarra elettrica
- Emilio Soana – tromba
- Mauro Parodi – trombone
- Gabriele Comeglio – sax